# Rhicnopelte crassicornis
Rhicnopelte crassicornis är en stekelart som först beskrevs av Christian Gottfried Daniel Nees von Esenbeck 1834.  Rhicnopelte crassicornis ingår i släktet Rhicnopelte och familjen finglanssteklar. Inga underarter finns listade i Catalogue of Life.